# Matija Kristić
Matija Kristić (ur. 10 października 1978 w Varaždinie) – chorwacki piłkarz występujący na pozycji obrońcy, trener piłkarski.

## Kariera klubowa
Wychowanek amatorskiego klubu NK Nedeljanec. W 1990 roku przeniósł się do NK Varteks Varaždin, w barwach którego 8 grudnia 1996 roku zadebiutował w 1. HNL w spotkaniu przeciwko NK Osijek (0:2). W sezonie 1997/98 występował na wypożyczeniu w drugoligowym zespole NK Sloboda Varaždin. Po powrocie do NK Varteks stał się od sezonu 1999/2000 graczem podstawowego składu. W sierpniu 2001 roku zadebiutował w rozgrywkach o europejskie puchary w zremisowanym 3:3 meczu z FC Vaduz w Pucharze UEFA 2001/02. Z powodu znacznych zaległości finansowych wobec zawodników w 2005 roku postanowił opuścić zespół. Ogółem rozegrał dla NK Varteks we wszystkich rozgrywkach 156 spotkań i zdobył 9 bramek. Uznawany jest za jednego z najbardziej rozpoznawalnych i zasłużonych piłkarzy w historii tego klubu.

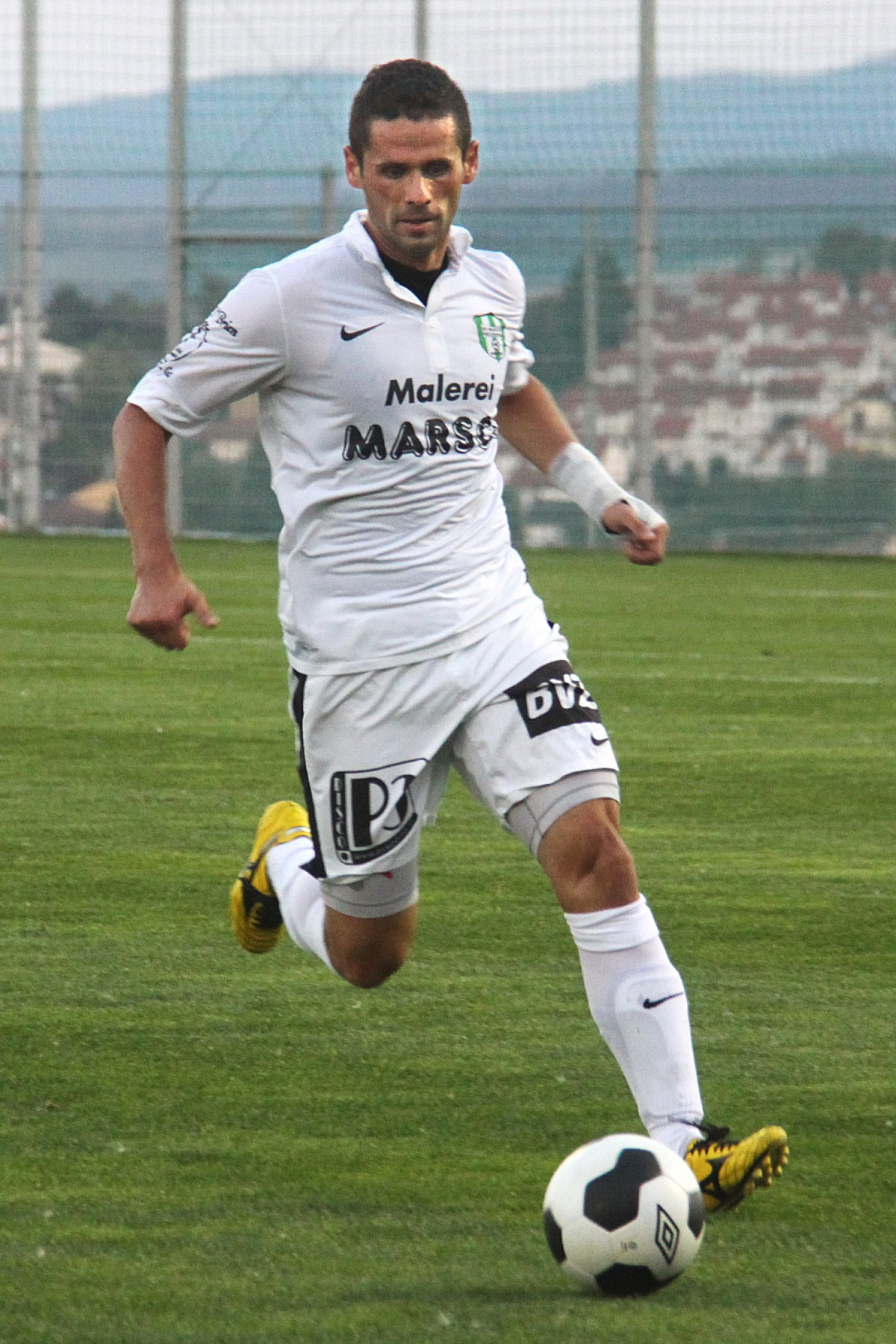
Kristić w barwach SV Neuberg (2013)

W połowie 2005 roku Kristić podpisał umowę z Zagłębiem Lubin, prowadzonym przez kolegę klubowego z NK Varteks Dražena Beska. 26 lipca 2005 zadebiutował w I lidze w zremisowanym 0:0 spotkaniu z Odrą Wodzisław Śląski. W rundzie wiosennej sezonu 2005/06 występował w drużynie rezerw. Ogółem rozegrał on dla Zagłębia na poziomie polskiej ekstraklasy 4 ligowe mecze i zdobył 1 bramkę. Latem 2006 roku przeszedł do NK Slaven Belupo. W sezonie 2006/07 klub ten z Kristiciem w składzie po raz pierwszy w historii dotarł do finału Pucharu Chorwacji, gdzie uległ w dwumeczu Dinamo Zagrzeb, a także zadebiutował w europejskich pucharach (Puchar UEFA 2007/08).
W połowie 2008 roku podpisał on kontrakt z Łucz-Eniergiją Władywostok prowadzoną przez Zorana Vulicia. 9 sierpnia 2008 zadebiutował w Priemjer-Lidze w wygranym 2:1 meczu z Szynnikiem Jarosław i rozpoczął od tego momentu regularne występy w podstawowym składzie. Po sezonie 2008 jego klub spadł z rosyjskiej ekstraklasy i przez 3 kolejne lata grał na poziomie II ligi. Po relegacji Łucz-Energiji do wtoroj diwizjonu w 2012 roku jego umowa została rozwiązana z powodu zakazu zatrudniania zagranicznych zawodników na trzecim poziomie rozgrywkowym.
Przed sezonem 2012/13 Kristić powrócił do Chorwacji i został graczem NK Zelina, która liczyła na jego doświadczenie, które miało pomóc klubowi w awansie do 1. HNL. Ostatecznie Zelina zakończyła rozgrywki na 6. pozycji w lidze, jednak Kristić został uznany za jednego z najlepszych graczy sezonu. W lipcu 2013 roku został on piłkarzem trzecioligowego austriackiego klubu SV Neuberg. Latem 2014 roku odszedł do NK Zavrč. 23 lipca 2014 zadebiutował w 1. SNL w wygranym 2:0 spotkaniu przeciwko NK Rudar Velenje. Po rundzie jesiennej sezonu 2014/15, w której zaliczył 16 występów, jego kontrakt został rozwiązany. Na początku 2015 roku został zawodnikiem NK Međimurje. W sezonach 2015/16 oraz 2016/17 wygrał z tym zespołem grupę wschodnią 3. HNL, jednak HNS dwukrotnie odmówił przyznania Međimurje licencji na grę w 2. HNL. W 2017 roku zakończył karierę zawodniczą.

## Kariera reprezentacyjna
W latach 1996–1998 występował w młodzieżowych reprezentacjach Chorwacji w kategoriach U-19, U-20 oraz U-21, w których zaliczył łącznie 8 gier. W 1997 roku rozegrał jeden nieoficjalny mecz w kadrze U-18 przeciwko Styrii (0:0).

## Kariera trenerska
W sierpniu 2017 roku objął posadę trenera NK Međimurje.